# THE BLUE HEARTS 30th ANNIVERSARY ALL TIME MEMORIALS〜SUPER SELECTED SONGS〜
『THE BLUE HEARTS 30th ANNIVERSARY ALL TIME MEMORIALS〜SUPER SELECTED SONGS〜』は、THE BLUE HEARTSの7枚目のベスト・アルバム。2015年2月4日にメルダックよりリリースされた。

## 概要
2015年2月にTHE BLUE HEARTSが結成30周年を迎えることを記念し制作されたオールタイム・ベスト。
「メルダック盤」「ワーナー盤」のCD2枚組36曲が収録されている。30周年記念公式Twitterアカウントでのファンのツイートを参考に選曲が行われた。
「通常盤A」「通常盤B」「完全初回限定生産盤」の3形態で発売。通常盤Aおよび完全初回限定生産盤には寺岡呼人監修による8組のアーティストによるカバー・トリビュート盤付き。通常盤BはCDのみ。
更に完全初回限定生産盤にはミュージックビデオ15曲と、1990年のアメリカツアーの映像、オフショットなどが収録されたDVD付き。
発売を記念して2015年2月3日にニコニコ生放送で特別番組「THE BLUE HEARTS 30周年記念ベスト＆トリビュートアルバム発売記念スペシャル」が、2月6日にニッポン放送で「寺岡呼人のオールナイトニッポンGOLD〜THE BLUE HEARTS NIGHT〜」が放送された。
発売から4年後の2019年7月3日に「ワーナー盤」のダウンロード配信がスタート。
他のアルバム同様サブスクリプション配信はされていない。

## チャート成績
2015年2月4日付のオリコン週間ランキングでは初動1万8千枚を売り上げ、週間3位にランクインした。

## 収録曲
DISC 1「メルダック盤」
1. 1985
2. 人にやさしく
3. リンダ リンダ
4. 君のため
5. 終わらない歌
6. 世界のまん中
7. NO NO NO
8. 少年の詩
9. 未来は僕らの手の中
10. 星をください
11. ロクデナシ
12. キスしてほしい（トゥー・トゥー・トゥー）
13. ブルーハーツのテーマ
14. TRAIN-TRAIN
15. 僕の右手
16. ラブレター
17. 電光石火
18. 青空

DISC 2「ワーナー盤」
1. 情熱の薔薇
2. イメージ
3. 首つり台から
4. あの娘にタッチ
5. 皆殺しのメロディ
6. TOO MUCH PAIN
7. 夢
8. すてごま
9. 旅人
10. 台風
11. 月の爆撃機
12. 1000のバイオリン
13. 1001のバイオリン
14. 手紙
15. PARTY
16. 夕暮れ
17. 歩く花
18. もどっておくれよ

DISC 3トリビュートアルバム（生産限定盤 / 通常盤A）
1. チェインギャング / THE STARBEMS
2. 夕暮れ / グッドモーニングアメリカ
3. 終わらない歌 / 奥田民生
4. 悲しいうわさ / 八代亜紀
5. TOO MUCH PAIN / 銀杏BOYZ
6. TRAIN-TRAIN / 若旦那
7. 青空 / the LOW-ATUS（細美武士/the HIATUS・TOSHI-LOW/BRAHMAN）
初の音源収録
8. 手紙 / Ann Sally

生産限定盤DVD
1. 爆弾が落っこちる時
2. NO NO NO
3. リンダ リンダ
4. キスしてほしい(トゥー・トゥー・トゥー)
5. TRAIN-TRAIN
6. ラブレター
7. 青空
8. 情熱の薔薇
9. 首つり台から
10. あの娘にタッチ
11. TOO MUCH PAIN
12. 旅人
13. 1000のバイオリン
14. 夕暮れ
15. すてごま
16. MEET THE BLUE HEARTS U.S.A TOUR 1990 【特典映像】
ライブ会場・ファンクラブ限定で販売された映像の初DVD化
17. HIGH KICK TOUR VIDEO PAMPHLET 【特典映像】